# Garçon!
Garçon! je francouzská filmová komedie z roku 1983, kterou režíroval Claude Sautet. Snímek měl světovou premiéru 9. listopadu 1983.

## Děj
Alex je bývalý stepař, který pracuje jako číšník (chef de rang) ve velké pařížské brasserii. Bydlí se svým kamarádem Gilbertem, který také pracuje v pivnici. Je už dlouho odloučen od své ženy a seznámí se s mladou Claire a zamiluje se do ní. Realizuje svůj sen: vybudovat u moře zábavní park, ale Claire ho opustí.

## Obsazení
| Yves Montand          | Alex                                |
| Nicole Garcia         | Claire                              |
| Jacques Villeret      | Gilbert, Alexův kolega a kamarád    |
| Rosy Varte            | Gloria, bývalá Alexova přítelkyně   |
| Dominique Laffin      | Coline, bývalá Alexova přítelkyně   |
| Marie Duboisová       | Marie-Pierre, Gilbertova přítelkyně |
| Bernard Fresson       | Francis, vedoucí pivnice            |
| Annick Alane          | Jeannette                           |
| Marianne Comtell      | paní Pierreux                       |
| Jenny Astruc          | paní Paulin                         |
| Hubert Deschamps      | Armand                              |
| Georges Claisse       | François, bývalý manžel Claire      |
| Henri Génès           | Sangali                             |
| Yves Robert           | Simon                               |
| Pierre-Loup Rajot     | Maurice                             |
| Jean-Claude Bouillaud | Urbain                              |
| Nicolas Vogel         | Maxime                              |
| Clémentine Célarié    | Margot, kolegyně Claire             |
| Coco Felgeirolles     | Mariane                             |
| Christian Colin       | Jean-Jacques                        |
| François Siener       | Richard                             |
| Benoît Serre          | Michel                              |
| Jean Amos             | Raymond, přítel Jeannette a Armanda |
| André Chaumeau        | notář                               |
| Carlo Nell            | zákazník                            |
| Chrystelle Labaude    | matka Gwendoliny                    |
| Serge Berry           | Mazet                               |
| Simon de La Brosse    | Philippe                            |
| Maryse Andrians       | Monique                             |
| Marcel Guy            | Denis                               |
| Mami Derrieux         | starší dáma                         |
| Gérard Uzé            | William                             |
| Daniel Champagnon     | pan Martel                          |
| Dominique Ouzilleau   | Roger                               |

## Ocenění
- César: nominace v kategoriích nejlepší herec (Yves Montand), nejlepší herec ve vedlejší roli (Jacques Villeret, Bernard Fresson), nejlepší zvuk (Jacques Maumont a Pierre Lenoir)